# Чорний Семен Володимирович
Семен Володимирович Чорний (нар. 1949) — український радянський діяч, сталевар Макіївського металургійного заводу імені Кірова Донецької області. Депутат Верховної Ради СРСР 11-го скликання.

## Біографія
Навчався в школі. У 1967 році закінчив професійно-технічне училище.
У 1967—1969 роках — підручний сталевара Макіївського металургійного заводу імені Кірова Донецької області.
У 1969—1971 роках — служба в Радянській армії.
У 1971—1979 роках — підручний сталевара Макіївського металургійного заводу імені Кірова Донецької області. Без відриву від виробництва закінчив вечірній металургійний технікум.
Член КПРС з 1974 року.
З 1979 року — сталевар Макіївського металургійного комбінату імені Кірова Донецької області.